# بلاد القديم
بلاد القديم هي إحدى ضواحي المنامة عاصمة البحرين وكانت تعدّ مدينة منفصلة بالقرب من قرية الزنج حتى تم دمجها في المنامة في القرن 20. كانت المدينة العاصمة التاريخية والإسلامية للبحرين خلال معظم تاريخ البلاد.

## نبذه عامّة عن القرية
تعدّ قرية بلاد القديم من القرى القديمة في جزيرة أوال، وهي تقع في جنوب المنامة العاصمة، وتقدر مساحتها ب 3.5 كيلو متر مربع ويبلغ تعداد سكانها 28.000 نسمة تقريبا. ولم يعرف لهذه القرية اسم آخر غير اسم «بلاد القديم»، ولكن الشيخ محمد علي التاجر دون في كتابه (عقد اللآل في تاريخ أوال) رأياً فريداً يربط به بين قرية البلاد القديم وقرية توبلي حيث يقول وهو في صدد حديثه عن توبلي:«وربما يكون اسم» توبلي«محرف عن» توبولي «بمعنى المدينتين إذ لم نجد لبلاد القديم اسم خاص غير هذا النكرة مع أنها (بلاد القديم) قديمة وآثارها عظيمة ولا تعرف بغير اسم بلاد القديم فيغلب على الظن أن إسم» توبلي«شامل للاثنتين ومعناه المدينتين والله أعلم».
كانت بلاد القديم عاصمة البحرين في القرون الوسطى، ويفهم من كلام صلاح المدني وكريم العريض في كتابهما «من تراث البحرين الشعبي» أن قرية بلاد القديم استمرت عاصمة البحرين حتى مجيء البرتغاليين في 1522 حيث نقلوا العاصمة من بلاد القديم إلى المنامة.
تميزت هذه القرية بكثرة المساجد والعيون (قديما طبعا) وفي ذلك يذكر حسن السعيد في كتابه «العقد النظيم في تاريخ أوال والبلاد القديم» أن في هذه القرية ما يربو على الخمسة والثلاثين مسجدا «لا ترى مسجدا إلا وتجد بجانبه عين ماء أو مجرى نهر» سأب" ".
وتفخر هذه القرية باحتوائها على أقدم بناء إسلامي في الخليج كله وهو مسجد الخميس الذي اُختلف في العهد الذي بِني فيه، حيث الرأي المشهور أنه بُني في عهد عمر بن عبد العزيز في حين يرى البعض الآخر أنه بُني في عهد عبد الملك بن مروان، ويذكر حسن السعيد في كتابه المذكور آنفا رأيا آخر حيث ينقل ما كتبته آمال الخير في صحيفة أخبار الخليج أنه وبعد البحث اكتشف أن مسجد الخميس بُني في عهد شخص يُدعى المبارك المعظم في عام 84 هجرية وليس في عهد عمر بن عبد العزيز كما كان معروفا.
وبعد مسجد الخميس يأتي في المرتبة الثانية من حيث القدم مسجد جمالة الموجود في بلاد القديم أيضا ويسمى مسجد الرفيع أيضا لأنه بُني على مرتفع وقد ذكر ذلك في أحد مطبوعات وزارة الإعلام.
ومما تجدر الإشارة إليه أن هذه القرية كانت موئلا للعلم والعلماء فيما مضى، ونكتفي هنا بذكر مقطعين فقط عن هذه القرية من كتاب الشيخ علي البلادي «أنوار البدرين في تراجم علماء القطيف والأحساء والبحرين» حيث يقول: «أن بيتنا في البلاد القديم اجتمع فيه في عصر من العصور خمسة وأربعون عالما مجتهدا ومشارفا للاجتهاد دون الطلبة من أولادهم وكانوا أصحاب نعم جسيمة».
ويقول في مقطع آخر:«اتفق أن فاتحة أُقيمت لبعض أشخاص البحرين في مسجدها المسمى بالمشهد ذي المنارتين (مسجد الخميس) فاتفق فيها حضور ثلاثمائة أو يزيدون من العلماء الأفاضل في وقت من الأوقات»، وللحق فإن ذلك يعدّ مفخرة للبحرين قاطبة وليس فقط لبلاد القديم وما هذه القرية سوى إحدى الملتقيات التي كانوا يجدون فيها الدرس والعلم في وقت من الأوقات..

## العهد الصفوي
قبل الغزو البرتغالي عام 1519 كانت قرية البلاد القديم عاصمة إقليم البحرين واستمرت أثناء الاحتلالي الصفوي لجزيرة البحرين في 1602. كانت المدينة مركزا تقليديا للشيعة الاثني عشرية ولا سيما الأصوليين منهم وكانت مقر رئيس المجتهدين في الجزيرة الذي كان ثاني أكثر شخصية سياسية تأثيرا بعد الحاكم الفارسي. رجل الدين والمعروف محليا باسم الشيخ الرئيس يتم اختياره بعناية من العاصمة الصفوية أصفهان.

## أحياء القرية
- المويلغة (شمال)
- الصداغة (جنوب)
- الدواليب
- بني (شرق)
- البدو
- البرية
- إسكان البلاد القديم
- الزنج
- الزنج الجديدة
- الخميس

## بعض مساجد القرية
- مسجد الخميس
- مسجد الصبور
- مسجد السيدة زينب الكبرى
- مسجد السيد مصطفى
- مسجد السيد عبد الله
- مسجد الدارة
- مسجد الجبل
- مسجد السدر
- مسجد القصاصيب
- مسجد السيد إبراهيم
- مسجد أبو شجاعة
- مسجد الجمالة
- مسجد الرملة
- مسجد ناصر الدين
- مسجد الرحى
- مسجد الزهراء
- مسجد السيد محفوظ
- مسجد السيد يوسف
- مسجد الشيخ إبراهيم
- مسجد شيبان
- مسجد الشيخ راشد
- مسجد العصفري
- مسجد العمار
- مسجد الغربي (المويلغة)
- مسجد الكرشية
- مسجد المدارس الشرقي
- مسجد المدارس الغربي
- مسجد المعرف
- مسجد المنصور
- مسجد مقبرة أبو عنبرة

## مدارس القرية
- مدرسة الخميس الابتدائية للبنين (العلوية المباركة سابقا)
- مدرسة البلاد القديم الابتدائية للبنات
- مدرسة البلاد قديم الإعدادية للبنين
- مدرسة قرطبة الإعدادية للبنات
- مدرسة لؤلؤة الخليج (خاصة)
- مدرسة المجد الابتدائية والإعدادية (خاصة)
- روضة الطفل الناجح